# Franciszek Fenikowski
Franciszek Jan Fenikowski (ur. 15 maja 1922 w Poznaniu, zm. 15 listopada 1982 w Warszawie) – polski poeta, prozaik, reportażysta, autor popularnych powieści historycznych, legend i baśni regionalnych.

## Życiorys
Urodził się 15 maja 1922 roku w Poznaniu w rodzinie Kazimierza Mariana Fenikowskiego (1896–1972), profesora gimnazjum, doktora filologii klasycznej, i Zofii z domu Buczyńskiej primo voto Malkowskiej (1901–1945), nauczycielki. Do wybuchu II wojny światowej ukończył dwie klasy gimnazjum w rodzinnym Poznaniu.
Podczas okupacji niemieckiej pracował m.in. jako robotnik, kreślarz, mierniczy i biuralista.
Po zakończeniu wojny zdał eksternistycznie maturę i podjął studia. Ukończył filologię polską na Uniwersytecie Poznańskim. Debiutował w 1945 roku na łamach dwutygodnika „Życie Literackie” (w Poznaniu) jako poeta. W latach 1956–1957 publikował w tygodniku „Ziemia i Morze”. W latach 1948–1980 mieszkał na Wybrzeżu Gdańskim i praktycznie cała jego twórczość literacka pochodzi z tego okresu. W latach 1948–1955 zatrudniony był jako dziennikarz w „Dzienniku Bałtyckim”, ale już od 1955 r. z powodu stanu zdrowia (choroba serca) był na rencie. W tym właśnie okresie zintensyfikował działalność twórczą.
W latach 1953–1957 był prezesem gdańskiego oddziału Związku Literatów Polskich. Był też w tym okresie radnym Wojewódzkiej Rady Narodowej w Gdańsku. W latach 1966–1970 był członkiem Rady Kultury przy ministrze kultury i sztuki.
Po początkowym, krótkim okresie poddania się socrealizmowi (Zakręt Pięciu Gwizdków) twórczość prozatorską związał z morzem, większość jego powieści ma tematykę historyczno-marynistyczną. Popularność zdobyła wznawiana trylogia Kaper z „Morskiego Psa”, Baszta Trzech Koron, Smok króla Augusta. Tworzył zbiory bajek i legend, zazwyczaj związanych z Kaszubami i morzem, Gdańskiem (Okręt w herbie, Gdańska szkatułka) czy Toruniem (Piernikowe miasto). Regularnie publikował też tomiki wierszy.
Poza tworzeniem własnych dzieł wspomagał kaszubskiego pisarza Augustyna Necla, który zaczął tworzyć jako amator bez wykształcenia w wieku około 50 lat. Fenikowski propagował jego twórczość oraz pomagał Neclowi, poprawiając redakcyjnie jego teksty.
Był dwukrotnie żonaty, po raz pierwszy w latach 1949–1953 z Teresą Zagórowską (małżeństwo zakończone rozwodem). Później związany był przez pewien czas z pisarką Różą Ostrowską (dedykował jej swoje wiersze), po niej z historyczką sztuki Teresą Sierant-Mikicicz, ale ostatecznie dopiero w 1976 roku ożenił się z Ireną z Hozakowskich Orzechowską (1923–1993), którą poznał przez telefon. Po ślubie z nią przeprowadził się do Warszawy, gdzie spędził ostatnie lata życia. Zmarł 15 listopada 1982 roku. Został pochowany na cmentarzu parafii św. Katarzyny na Służewie w Warszawie.
Po śmierci pisarza wdowa po nim doprowadziła do wydania niektórych nieznanych jego utworów. Jego spuścizna literacka trafiła do Muzeum Piśmiennictwa i Muzyki Kaszubsko-Pomorskiej w Wejherowie.

## Ordery i odznaczenia
- Krzyż Komandorski Orderu Odrodzenia Polski (1976)[4]
- Krzyż Oficerski Orderu Odrodzenia Polski (1963)[8]
- Medal Stolema (1971)[9]
- Odznaka honorowa „Zasłużonym Ziemi Gdańskiej”[4]
- Odznaka honorowa „Zasłużony dla Warmii i Mazur” (1979)[10]

## Nagrody
- Nagroda literacka miasta Gdyni (1950)
- Nagroda literacka przewodniczącego MRN w Gdańsku (1953)
- Nagroda Ministra Kultury i Sztuki, Centrali Zarządu Teatrów i Związku Literatów Polskich w konkursie dla teatrów lalkowych w grupie sztuk marynistycznych za sztukę Ziemia jest okrągła (1953)
- Nagroda Klubu Marynistów przy Lidze Przyjaciół Żołnierza i Ministerstwa Żeglugi (1959)
- Nagroda miasta Gdańska (1959)
- Nagroda Trójmiasta (1959)
- Nagroda marynistyczna  im. Mariusza Zaruskiego (1964)
- Nagroda przewodniczącego Prezydium WRN w Gdańsku w dziedzinie upowszechniania kultury (1971)
- Nagroda w konkursie na powieść o tematyce morskiej i pomorskiej Gdańskiego Towarzystwa Przyjaciół Sztuki, Szczecińskiego Towarzystwa Kultury i Wydawnictwa Morskiego za powieść Sea-gull (1973)
- Nagroda prezydenta miasta Gdyni w dziedzinie kultury (1977)
- Nagroda prezydenta miasta Gdyni (1982)

Źródło:.

## Twórczość[11]

### Powieści
- Zakręt Pięciu Gwizdków (1951)
- Pierścień z łabędziem (1952)
- Długie morze (1956)
- Rękopis z „Gospody pod Łososiem” (1957)
- Zapadły zamek (1958)
- Trójkąt diabła (1981)
- Trylogia
  - Kaper z „Morskiego Psa” (1959)
  - Baszta Trzech Koron (1960)
  - Smok króla Augusta (1961)
- Dylogia
  - Czerwona ręka (1974)
  - Sea-gull (1976)

### Wiersze
- Odra szumi po polsku (1946) – wspólnie z Leszkiem Golińskim
- Lewy brzeg (1951)
- Oddycham morzem (1952)
- Ziemia – gwiazda zielona (1956)
- Gburzy z Gnieżdżewa (1958)
- Statek błaznów (1959)
- Wlazł kotek na płotek, czyli Poezja polska w przekroju (1960)
- Gramatyka morza (1972)
- Msza żałobna (1972)
- Kamienne kręgi (1974)
- Na początku było Oksywie (1978)
- Zamki z piasku (1979)
- Ręka i miecz (1980)
- Noc nie trwa wiecznie (1990, pośmiertnie)

### Opowiadania i zbiory opowiadań
- Józek Zwycięzca (1954)
- Przytułek Świętego Jakuba (1960)
- Złoty strąd (1964)
- Kamienny uśmiech (1982)
- Oddech wieków: Sagi srebrzystej Gdyni (1986, pośmiertnie)

### Bajki i legendy
- Okręt w herbie (1955)
- Bursztynowe serce (1957)
- Gdańska szkatułka (1960)
- Piernikowe miasto (1972)
- O rudym jastrzębiu i gdańskiej jaskółce (1988, pośmiertnie)
- O słupskich kraśniętach i rowokolskiej księżniczce (1990, pośmiertnie)

### Twórczość dla dzieci
- Matematyk Szymon Patyk (1957)
- Dziwne dzieje Tadeuszka, który miał dwa czarne uszka (1957)
- Rybia wywiadówka (1958)
- Wesoły zwierzyniec (1961)
- Zielony kałamarz (1963)

### Reportaże i eseje
- Przymorze (1953)
- Kaloszem do Skandynawii (1966)
- Bal kapitański (1967)
- Zakochani w Rozewiu (1977)
- Czwarty wymiar południa (1979)
- U studni czasu (1984, pośmiertnie)